# 美經援村

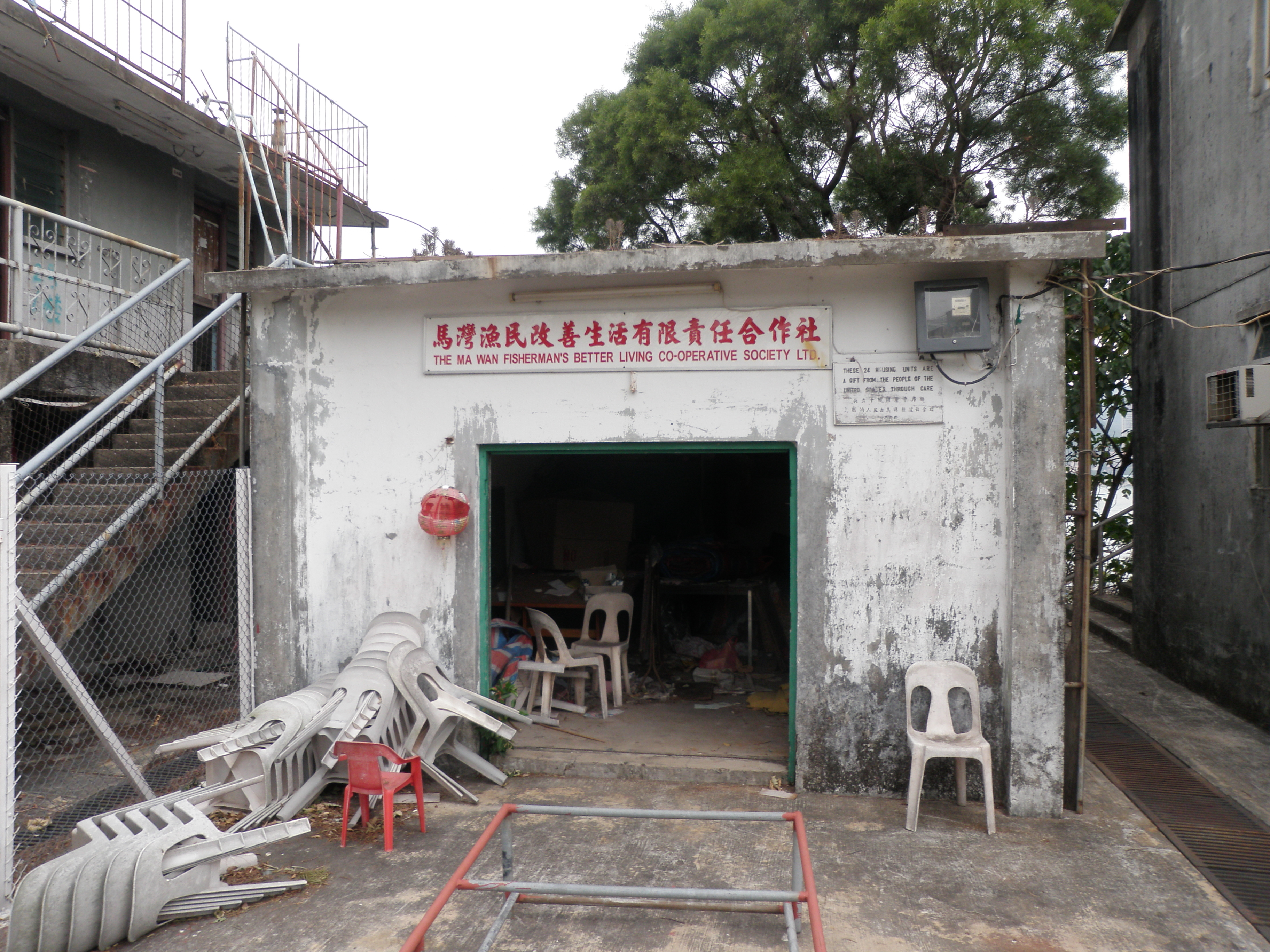
馬灣漁民改善生活有限責任合作社 (2010)

美經援村（英語：CARE Village）是美國經濟援助協會（CARE USA，簡稱：美經援會）於1960年代資助在香港興建的一系列徙置平房，位於新界區，對象多是漁民。當中位於大埔、馬灣及長洲的徙置平房直接以「美經援村」為官式名稱出現在官方地圖上，位於鴨洲及青衣的徙置平房則只稱「漁民村」。
美經援會是美國人自發的經援組織，成立於第二次世界大戰後。開始時主要援助受戰爭摧殘而出現糧荒的歐洲國家，乃馬歇爾計劃的副產品，名為 Cooperative for American Remittances to Europe。及後歐洲國家逐步復元，美經援會將救援工作轉移到遠東地區並改名為 Cooperative for American Remittances to Everywhere。美經援會早在1956年1月起在港展開救援工作。1979年美經援會結束在港工作，該會在香港最後一項工作係青龍頭元敦村內的青元康樂中心。

## 大埔美援新村
位於大埔黄宜㘭、大埔道以北臨海地段，第一批單位49個於1960年代初落成，第二批單位33個，第三批29個，共111個單位。有資料指本村是為安置1962年9月颱風温黛襲港之災民而建，然而根據報章新聞，建築該村的計劃早於1960年已展䦕。

## 馬灣美經援村

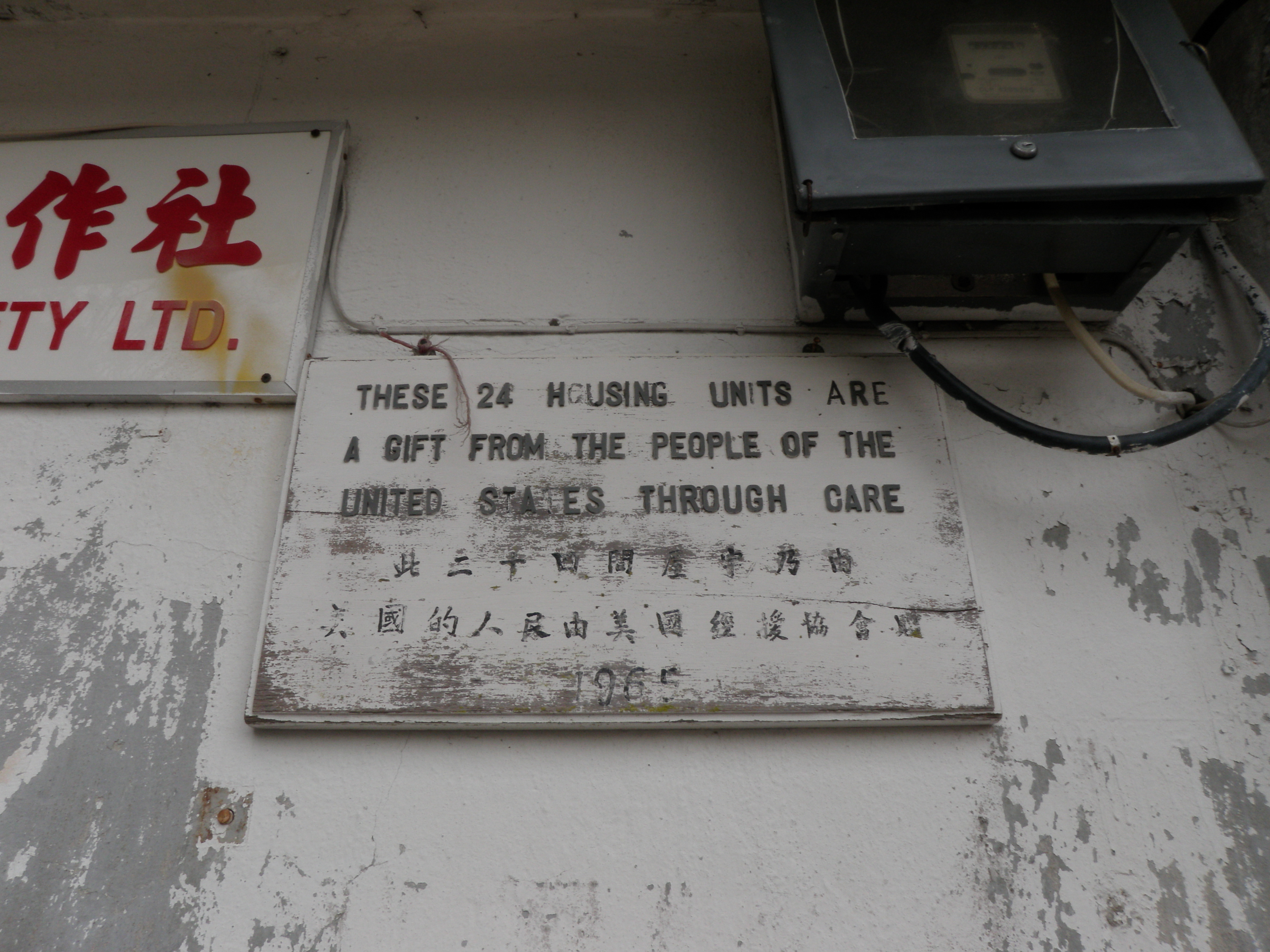
馬灣美經援村

1963年開始構思，原來選址於麒麟石附近。1965年12月7日漁民新村落成，位於馬角咀半島㐀坡，下臨石仔灣。最初設雙層村屋十二間及合作社一間，由「馬海洋行」之大䘙唐保勞先生及其他人設計，每屋面積20呎x10呎。建築費十七萬港元，由美經援會出資。入伙時每户每月繳付二十港元予1964年成立的「馬灣漁民改善生活有限責任合作社」，作保養之用。

## 長洲美經援村

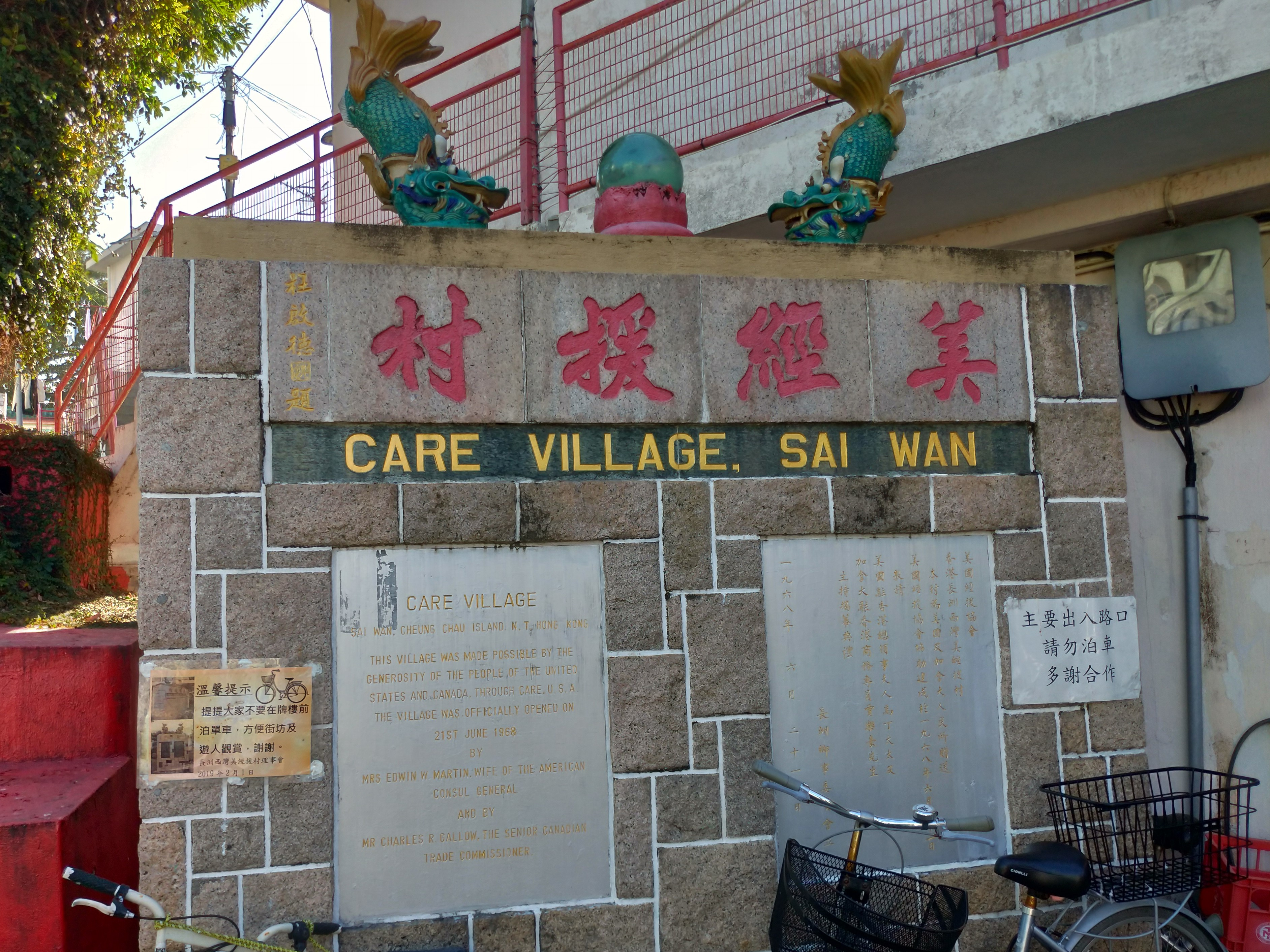
西灣美經援村

### 第一村：西灣美經援村
一九六六年，長洲鄉事委員會主席周理炳、馮北財和地方鄉者姚啟亨向美經援會申請資助建村，西灣美經援村於1968年6月21日入伙。該村位於長洲西灣南岸山坡上，最初設平房50間，每間180平方呎，供艇户及寮屋居民50户共約270人入住。土地由各户自置，美經援會負責建屋費十五萬港元，來自美國及加拿大捐款；理民府負責鋪設山路及水渠。
1969年2月，該村又得呂君博先生(九龍總探長呂樂的父親)捐出一萬三千元，由南約理民府撥款支助建築材料，美經援會贈送全部水電裝置及用具，嘉道理贈送衣車，建成「呂君博美經援村福利中心」。同年4月，美經援會協助募捐，籌得款項購買街渡一艘，命名「米多伯利」，往來該村與長洲市區。

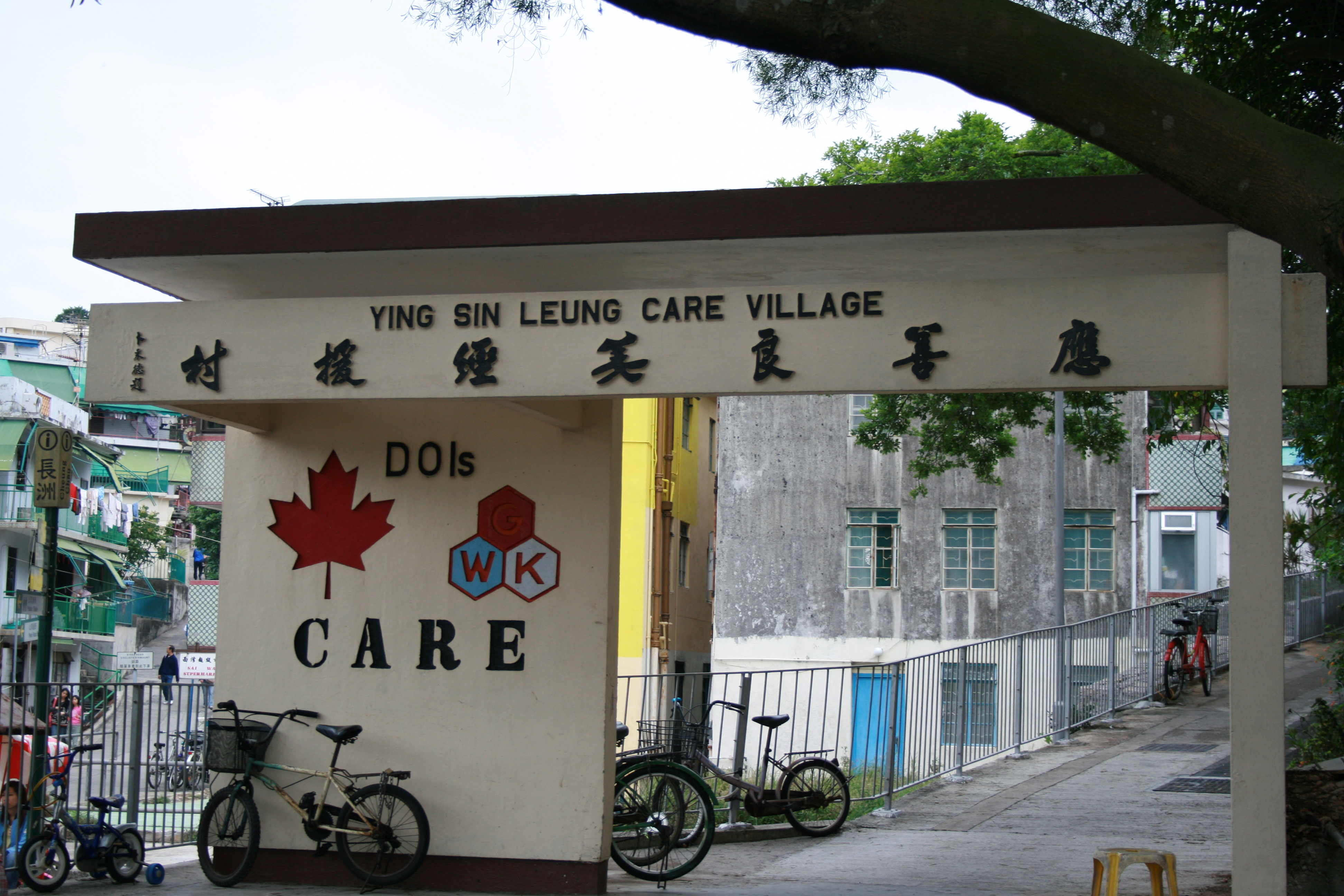
應善良美經援村

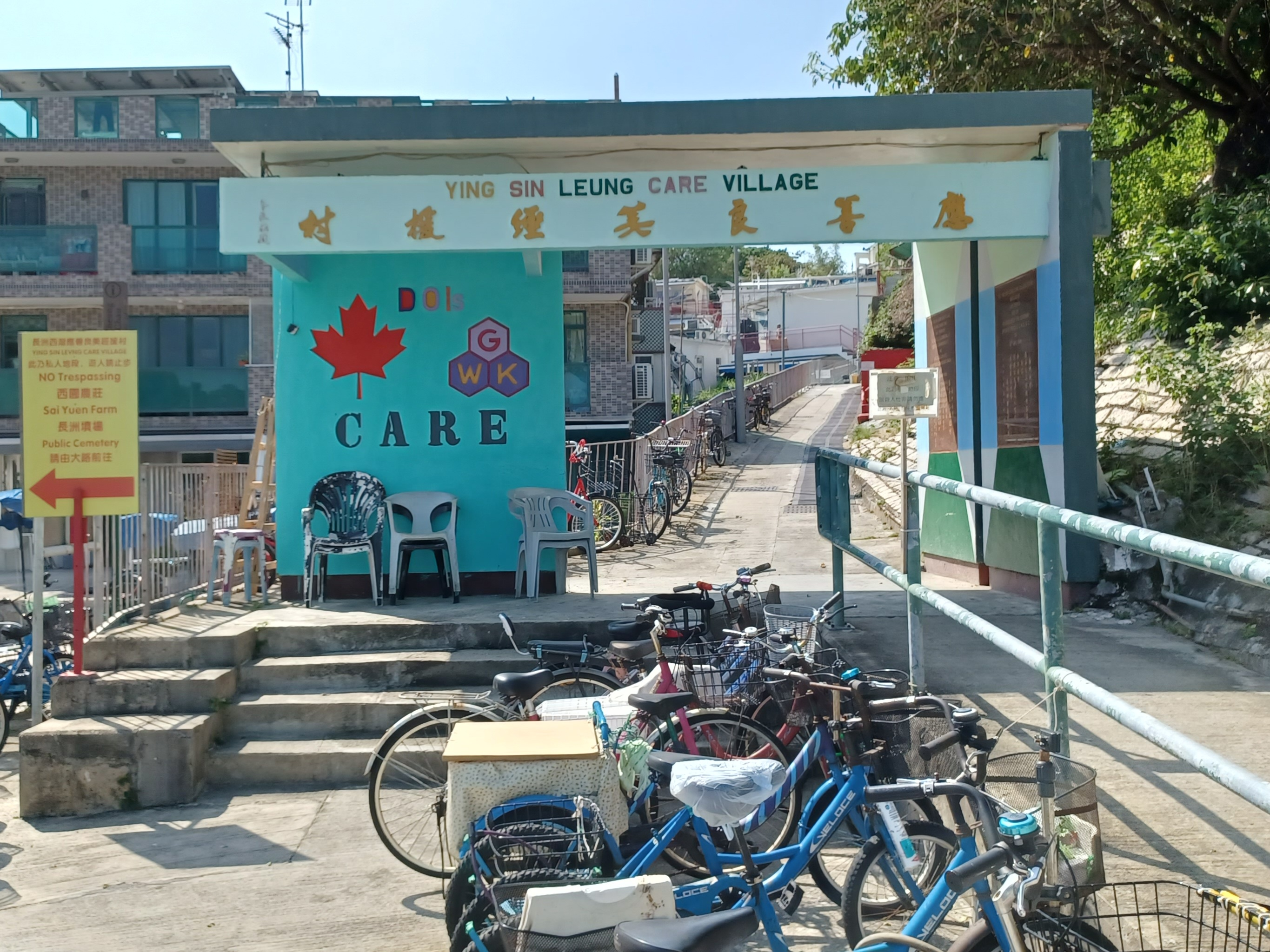
應善良美經援村（2022年）

### 第二村：應善良美經援村
第二村於1969年由前總督戴麟趾夫人主持奠基儀式，同年12月9日年落成，位於西灣美經援村西北面。美經援會捐出97000港元、商人沈炳麟捐出90000港元，建成石屋五十一所予寮屋居民三百九十名入住。而新界民政署離島理民府出資20000元協助建築行人路及渠道等設施。該村村民亦出資30000元入股組成「應善良美經援村屋宇建設有限公司」，該公司為私人股份有限公司，公司註冊在2020年仍有效。

### 第三村：自助美經援村
第一和二村建成後，逾百戶人家生活得以改善，令不少待安置者急謀擺脫生活困境，自願自費建屋。由於第三村的土地，部份是屬於政府，部份則屬私人，村民透過地方鄉紳向政府部門申請豁免地價，最後政府亦接納其建議，自助美經援村遂於1972年9月25日入伙。該村位於西灣美經援村東南面，設平房40間，每間280呎。各户自行付出6400港元購置地皮，加拿大捐款十餘萬港元。各户入股組成「自助美經援村屋宇建設有限公司」，該公司屬私人股份有限公司，目前仍在登記冊上。
1982年起，長洲美經援第一、二及三陸續獲准在單層平房之上加建第二層，以容納增加的人口。

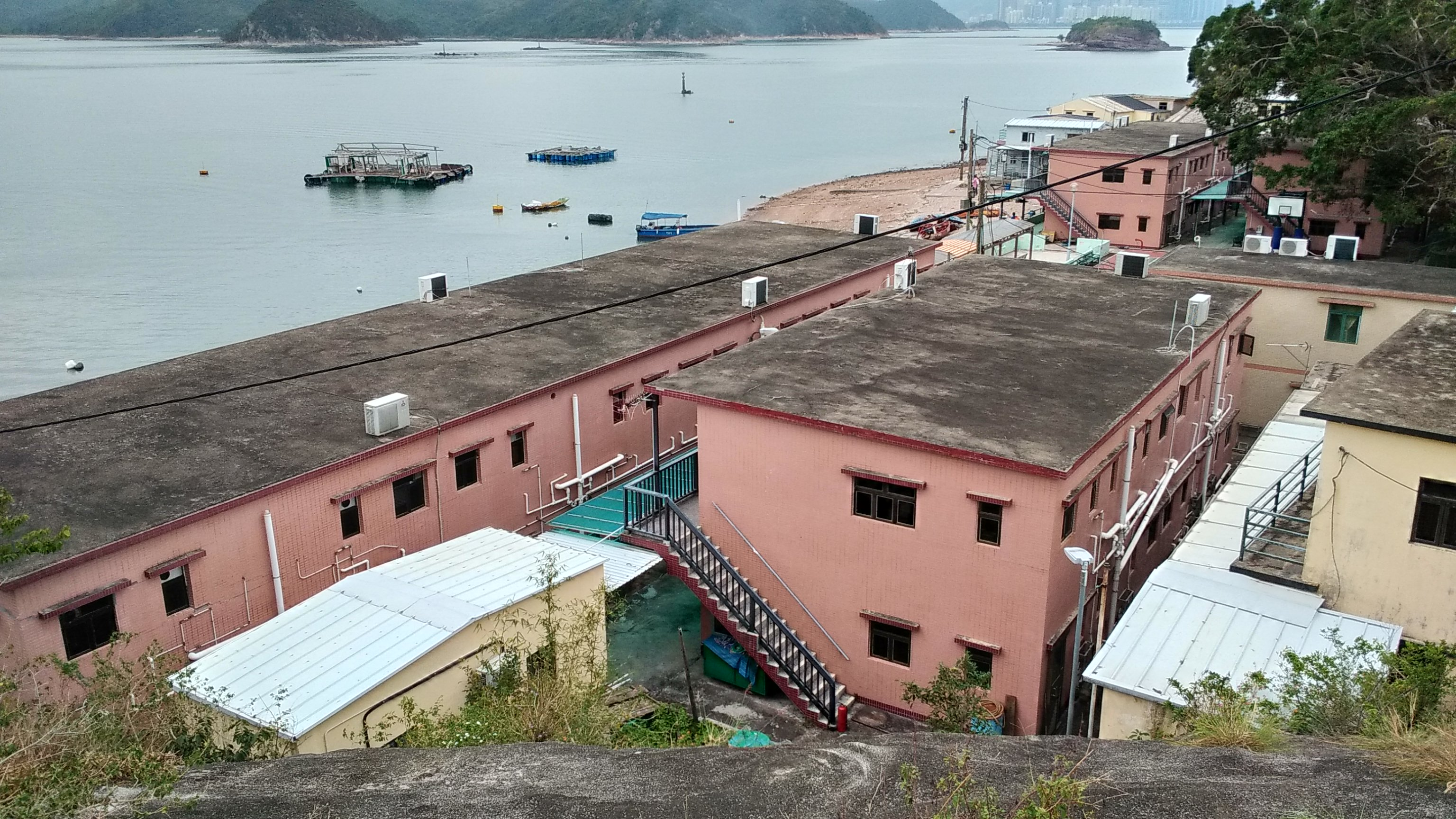
鴨洲漁民村 (2018)

## 鴨洲漁民村
1961年12月3日揭幕，有雙層石屋24間，共容納48户，由政府興建。另外，英軍興建跨海水管，將淡水由對岸的鎖羅盤送到鴨洲。建設經費來源包括美經援會捐助十一萬五千港元、港府出資八萬、美國商人格拉罕法蘭治捐助十萬。

## 青衣漁民村
1965年9月落成。有兩層石屋二十一間，每層面積約210平方呎。該村位於青衣門仔灣避風塘以南山坡上(今青衣公園北，比鄰後來建成的聖保祿村)，附有漁民合作社。建築費二十二萬三千港元，由美經援會提供，政府撥地，理民府築路及鋪設水喉。本村為利用美經援會資助興建的第四條村。美國經援協會撤出香港後，該村交魚類統營處管理，租予「荃灣漁民改善生活有限責任合作社」管理。